# Iglesia de San Pedro (Berende)
La iglesia de san Pedro (en búlgaro: църква "Свети Петър"; tsarkva "Sveti Petar") o iglesia de los santos Pedro y Pablo es una pequeña iglesia ortodoxa medieval búlgara ubicada en el pueblo de Berende en el municipio de Dragoman, provincia de Sofía, en el extremo occidental de Bulgaria. Probablemente construida y decorada en el siglo xiv, la iglesia de san Pedro presenta una arquitectura de piedra simple, pero contiene una serie de frescos interiores notables.
Aunque se encuentra junto al cementerio del pueblo y a menudo se interpreta como una iglesia cementerio, la iglesia de san Pedro puede haber estado relacionada de alguna manera con la corte real búlgara, ya que un retrato ahora perdido con una leyenda que probablemente hace referencia al zar búlgaro Iván Alejandro era una vez visible en una de sus paredes exteriores.